# Aérodrome de La Flèche - Thorée-les-Pins
 (avril 2025).
L'Aérodrome de La Flèche - Thorée-les-Pins est un aérodrome qui se situe entre les communes de La Flèche et Thorée-les-Pins, dans le département de la Sarthe, en France.

## Spécificités
Le terrain ne dispose que d'une seule piste, à usage restreint.

## Activités associatives et formation au pilotage
- Aéroclub Paul Métairie[1]